# Tournoi pré-olympique de la CONCACAF 1972
Navigation
Mexico 1968 Montréal 1976
Le tournoi pré-olympique de la CONCACAF 1972 a eu pour but de désigner les 2 nations qualifiées au sein de la zone Amérique du Nord, Amérique centrale et Caraïbes pour participer au tournoi final de football, disputé lors des Jeux olympiques de Munich en 1972.
La phase de qualification et le tournoi pré-olympique de la CONCACAF ont eu lieu du 18 avril 1971 au 28 mai 1972 et ont permis au Mexique et aux États-Unis de se qualifier pour le tournoi olympique. Les douze nations participantes ont été versées dans quatre poules de trois équipes. Les équipes les mieux classées de chacun des groupes se sont retrouvées pour le tournoi final au sein d'un groupe unique dont les deux premiers étaient placés pour le tournoi olympique au terme d'une compétition en matches aller et retour.

## Pays qualifiés
| Dates                           | Lieu      | Places | Qualifiés          |
| ------------------------------- | --------- | ------ | ------------------ |
| du 18 avril 1971 au 28 mai 1972 | Itinérant | 2      | Mexique États-Unis |

## Format des qualifications
Dans les phases de qualification en groupe disputées selon le système de championnat, en cas d’égalité de points de plusieurs équipes à l'issue de la dernière journée, les critères suivants sont appliqués dans l'ordre indiqué pour établir leur classement :

- Meilleure différence de buts,
- Plus grand nombre de buts marqués.

## Résultats des qualifications

### Premier tour

#### Groupe 1
| Rang | Équipe   | Pts     | J       | G       | N       | P       | Bp      | Bc      | Diff    |  | Résultats (▼ dom., ► ext.) |     |     |     |
| ---- | -------- | ------- | ------- | ------- | ------- | ------- | ------- | ------- | ------- |  | -------------------------- | --- | --- | --- |
| 1    | Mexique  | 6       | 4       | 3       | 0       | 1       | 6       | 1       | +5      |  | Mexique                    |     | 1-0 | 3-0 |
| 2    | Canada   | 5       | 4       | 2       | 1       | 1       | 5       | 2       | +3      |  | Canada                     | 1-0 |     | 1-1 |
| 3    | Bermudes | 1       | 4       | 0       | 1       | 3       | 1       | 9       | -8      |  | Bermudes                   | 0-2 | 0-3 |     |
| -    | Cuba     | Forfait | Forfait | Forfait | Forfait | Forfait | Forfait | Forfait | Forfait |  |                            |     |     |     |

#### Détail des rencontres
| 23 mai 1971                                                                                           | Bermudes | 0 - 2 | Mexique            | Bermuda National Stadium Hamilton, Bermudes |  |
| |          | (0 - 1) | Manzo (en) 34e 65e |                                             |  |
| S. Nusum - Simons, Cann, Trott, J. Nusum (en) - Tucker, Douglas, Dowling - C. Furbert, Brangman, Dill | Équipes  | Valdivia (es) - Rodríguez, Real (en), Cardiel, Martín (en) - Trejo, Márquez, Rico (en) - Manzo (en), Torres ( 46e Alva), Cuéllar |                    |                                             |  |

| 30 mai 1971                                                                                               | Bermudes | 0 - 3 | Canada                                                 | Bermuda National Stadium Hamilton, Bermudes |                     |
| |          | (0 - 1) | Zanatta (en) 8e · Parsons (en) 52e · Schepers (en) 90e | Spectateurs : 1 500                         | Spectateurs : 1 500 |
| S. Nusum - Simons, Trott, Cann , D. Furbert - Darrell (en), Lewis, Bean (en) - C. Furbert, Brangman, Fray | Équipes  | Greco (en) - Lenarduzzi (en), Duerden (en), Monje, Telford (en) - Brown, Parsons (en), Compostella, Schiraldi (en) ( Thompson (en)) - Schepers (en), Zanatta (en) |                                                        | Spectateurs : 1 500                         | Spectateurs : 1 500 |

| 8 juin 1971 | Mexique       | 1 - 0 | Canada | Estadio Azteca Mexico, Mexique                         |                                                        |
| | Rico (en) 38e | (1 - 0) |        | Spectateurs : 30 000 Arbitrage : Francisco D. Figueroa | Spectateurs : 30 000 Arbitrage : Francisco D. Figueroa |
| Valdivia (es) - Rodríguez, Márquez, Cardiel, Martín (en) - Trejo, Torres, Real (en), Rico (en) - Manzo (en), Cuéllar | Équipes       | Greco (en) - Lenarduzzi (en), Duerden (en) 89e, Monje, Telford (en) - Brown, Parsons (en), Compostella ( 76e Millar), Schiraldi (en) ( 46e Thompson (en)) - Schepers (en), Zanatta (en) |        | Spectateurs : 30 000 Arbitrage : Francisco D. Figueroa | Spectateurs : 30 000 Arbitrage : Francisco D. Figueroa |

| 13 juin 1971 | Canada            | 1 - 1 | Bermudes     | Varsity Stadium Toronto, Canada               |                                               |
| | Schepers (en) 21e | (1 - 0) | Brangman 50e | Spectateurs : 3 103 Arbitrage : Michael Wurtz | Spectateurs : 3 103 Arbitrage : Michael Wurtz |
| Greco (en) - Lenarduzzi (en), Duerden (en), Monje, Telford (en) - Brown, Parsons (en), Compostella ( Millar), Young (en) ( Schiraldi (en)) - Schepers (en), Zanatta (en) | Équipes           | S. Nusum - Fray, Cann , J. Nusum (en), Trott - D. Furbert, Dill ( 70e Dowling), Darrell (en) ( 63e Lewis) - Brangman, Tucker, C. Furbert |              | Spectateurs : 3 103 Arbitrage : Michael Wurtz | Spectateurs : 3 103 Arbitrage : Michael Wurtz |

| 18 juin 1971 , | Mexique                                      | 3 - 0 | Bermudes | Estadio Azteca Mexico, Mexique |                      |
| | Real (en) 29e · Manzo (en) 52e · Cuéllar 90e | (1 - 0) |          | Spectateurs : 10 000           | Spectateurs : 10 000 |
| Valdivia (es) - Rodríguez, Márquez, Cardiel, Martín (en) - Trejo, Real (en) ( Gutíerrez), Rico (en) - Manzo (en) ( Aceves), Torres, Cuéllar | Équipes                                      | S. Nusum - Simons, Fulbert, Cann, Fray - J. Nusum (en), Darrell (en), Lewis ( Paulin) - Brangman, Tucker, Tuber ( Dill) |          | Spectateurs : 10 000           | Spectateurs : 10 000 |

| 24 août 1971 | Canada          | 1 - 0 | Mexique | Empire Stadium Vancouver, Canada                   |                                                    |
| | Ellett (en) 74e | (0 - 0) |         | Spectateurs : 3 964 Arbitrage : Norville O'Donnell | Spectateurs : 3 964 Arbitrage : Norville O'Donnell |
| Greco (en) - Lenarduzzi (en), Ellett (en), Millar, Telford (en) - Young (en), Grant (en), Tearne, Schiraldi (en) - Parsons (en), Schepers (en) | Équipes         | Valdivia (es) - Rodríguez, Márquez, Cardiel, Martín (en) - Real (en), Torres, Rico (en) - Manzo (en), Cuéllar, Alva |         | Spectateurs : 3 964 Arbitrage : Norville O'Donnell | Spectateurs : 3 964 Arbitrage : Norville O'Donnell |

#### Groupe 2
Les rencontres ont été disputées à Guatemala du 18 avril au 2 mai 1971.
| Rang | Équipe              | Pts | J | G | N | P | Bp | Bc | Diff |  | Résultats (▼ dom., ► ext.) |     |     |     |
| ---- | ------------------- | --- | - | - | - | - | -- | -- | ---- |  | -------------------------- | --- | --- | --- |
| 1    | Guatemala           | 5   | 4 | 2 | 1 | 1 | 9  | 5  | +4   |  | Guatemala                  |     | 2-2 | 4-1 |
| 2    | Guyane néerlandaise | 5   | 4 | 2 | 1 | 1 | 7  | 6  | +1   |  | Guyane néerlandaise        | 1-0 |     | 3-0 |
| 3    | Panama              | 2   | 4 | 1 | 0 | 3 | 6  | 11 | -5   |  | Panama                     | 1-3 | 4-1 |     |

#### Détail des rencontres
| 18 avril 1971 | Guatemala                          | 4 - 1 | Panama     | Estadio Mateo Flores Guatemala, Guatemala    |                                              |
| | Fión (en) 2e 82e · Mendoza 12e 67e | (2 - 1) | Pinillo 4e | Spectateurs : 25 000 Arbitrage : Raul Osorio | Spectateurs : 25 000 Arbitrage : Raul Osorio |
| Galán - Rosales, Stokes, Torres, Villavicencio (en) - Fión (en), Salazar - Sandoval (en) ( 65e Hurtarte (en)), Pennant (en), Meneses (en), Mendoza | Équipes                            | Caballero - Morales, Graham, Navarro, Castañeda - Pilides, Pinillo ( 65e de Bello) - Pereira, Bunting, Córdoba ( 2mte Alba), Valdés |            | Spectateurs : 25 000 Arbitrage : Raul Osorio | Spectateurs : 25 000 Arbitrage : Raul Osorio |

| 22 avril 1971 | Guyane néerlandaise                          | 3 - 0 | Panama | Estadio Mateo Flores Guatemala, Guatemala            |                                                      |
| | Vanenburg (en) 25e 61e · Purperhart (en) 63e | (1 - 0) |        | Spectateurs : 7 000 Arbitrage : Eladio Sibaja Molina | Spectateurs : 7 000 Arbitrage : Eladio Sibaja Molina |
| Leerdam - Sordam, Gesser, Blaaker - Hoft, Corte, Doesburg - Rustenberg, Schal (en), Purperhart (en), Vanenburg (en) | Équipes                                      | Caballero - Schouwe ( 2mte Castañeda), Graham, Pinillo, Navarro - Pilides, Rodríguez ( Alba) - Vásquez, Córdoba, Urriola, de Bello |        | Spectateurs : 7 000 Arbitrage : Eladio Sibaja Molina | Spectateurs : 7 000 Arbitrage : Eladio Sibaja Molina |

| 25 avril 1971 , | Guatemala            | 2 - 2 | Guyane néerlandaise                      | Estadio Mateo Flores Guatemala, Guatemala            |                                                      |
| | Pennant (en) 35e 49e | (1 - 1) | Vanenburg (en) 43e · Purperhart (en) 89e | Spectateurs : 26 000 Arbitrage : Jorge Rafael Chacón | Spectateurs : 26 000 Arbitrage : Jorge Rafael Chacón |
| Galán - Rosales, Stokes, Torres, Villavicencio (en) - Fión (en), Salazar - Salamanca ( 78e Hurtarte (en)), Pennant (en), Meneses (en), Mendoza | Équipes              | Leerdam - Sordam, Gesser, Blaaker, Hoft - Purperhart (en), Bundel (en), Corte, Doesburg ( 57e Rustenberg) - Schal (en), Vanenburg (en) |                                          | Spectateurs : 26 000 Arbitrage : Jorge Rafael Chacón | Spectateurs : 26 000 Arbitrage : Jorge Rafael Chacón |

| 27 avril 1971 , | Panama                            | 4 - 1 | Guyane néerlandaise | Estadio Mateo Flores Guatemala, Guatemala |                                  |
| | Vásquez 5e 62e 82e · de Bello 43e | (2 - 0) | Schal (en) 50e      | Arbitrage : Icar Lesley Lawrence          | Arbitrage : Icar Lesley Lawrence |
| González - Morales, Graham, Pinillo, Navarro - Pilides, Alba - de Bello ( 58e Córdoba), Bunting, Vásquez, Castañeda | Équipes                           | Leerdam - Jubitana, Weidum, Blaaker, Hoft - Purperhart (en), Bundel (en) - Caron, Rustenberg, Vanenburg (en), Doesburg ( 2mte Schal (en)) |                     | Arbitrage : Icar Lesley Lawrence          | Arbitrage : Icar Lesley Lawrence |

| 30 avril 1971 , | Guyane néerlandaise       | 1 - 0   | Guatemala | Estadio Mateo Flores Guatemala, Guatemala |                           |
|                 | Vanenburg (en) 60e (pen.) | (0 - 0) |           | Arbitrage : Efrén Aguilar                 | Arbitrage : Efrén Aguilar |

| 2 mai 1971 | Panama      | 1 - 3 | Guatemala                           | Estadio Mateo Flores Guatemala, Guatemala |                                   |
| | Vásquez 32e | (1 - 3) | Salazar 21e · Sandoval (en) 24e 35e | Arbitrage : Javier Galindo Segura         | Arbitrage : Javier Galindo Segura |
| González - Morales, Graham, Pinillo, Navarro - Pilides, Alba - de Bello ( Córdoba), Bunting ( Urriola), Vásquez, Castañeda | Équipes     | Galán - Rosales, Stokes, Torres, Villavicencio (en) - Fión (en), Salazar - Sandoval (en), Meneses (en), Pennant (en), Mendoza ( Salamanca) |                                     | Arbitrage : Javier Galindo Segura         | Arbitrage : Javier Galindo Segura |

#### Groupe 3
Les États-Unis et le Salvador terminent à égalité de points et avec la même différence de buts, un barrage a donc été nécessaire pour désigner le participant au tournoi final continental. Cette rencontre fut disputée sur terrain neutre à Kingston en Jamaïque le 19 septembre 1971.
| Rang | Équipe     | Pts | J | G | N | P | Bp | Bc | Diff |  | Résultats (▼ dom., ► ext.) |     |     |     |
| ---- | ---------- | --- | - | - | - | - | -- | -- | ---- |  | -------------------------- | --- | --- | --- |
| 1    | États-Unis | 6   | 4 | 2 | 2 | 0 | 8  | 3  | +5   |  | États-Unis                 |     | 1-1 | 3-0 |
| 2    | Salvador   | 6   | 4 | 2 | 2 | 0 | 9  | 4  | +5   |  | Salvador                   | 1-1 |     | 4-2 |
| 3    | Barbade    | 0   | 4 | 0 | 0 | 4 | 3  | 13 | -10  |  | Barbade                    | 1-3 | 0-3 |     |

#### Détail des rencontres
| 18 juillet 1971 | États-Unis      | 1 - 1 | Salvador   | Hialeah Stadium Miami, États-Unis |                           |
| | Carenza (en) 3e | (1 - 0) | Búcaro 51e | Arbitrage : David Parsons         | Arbitrage : David Parsons |
| | Rapport         | |            | Arbitrage : David Parsons         | Arbitrage : David Parsons |
| Messing (en) - Zylker (en), Bocwinski (en), Demling (en), Stemke (en), Stam (en) - Blake, Trost - Carenza (en), Margulis (en), Hernandez (en) | Équipes         | Martínez (en) - Méndez, Ruana, Ruballo, Zaldaña - Valencia, Peñate - Coreas (en), Polio, Búcaro, Sandoval ( Cañadas (en)) |            | Arbitrage : David Parsons         | Arbitrage : David Parsons |

| 21 juillet 1971 | Barbade | 0 - 3 | Salvador                                  | Barbados National Stadium Bridgetown, Barbade |                                               |
| |         | (0 - 1) | Coreas (en) 10e · Peñate 54e · Búcaro 63e | Spectateurs : 6 500 Arbitrage : Roy Bracewell | Spectateurs : 6 500 Arbitrage : Roy Bracewell |
| Bryan ( 56e Reid ) - C. Alleyne, Leacock, Griffith (en) - Clarke , E. Alleyne, ? - V. Goddard, Yearwood, Williams, R. Goddard (Remplaçants utilisés : Gibbs, Moore) | Équipes | Martínez (en) - Méndez, Ramos, Ruballo, Zaldaña - Valencia, Peñate - Coreas (en), Polio, Búcaro, Sandoval ( Díaz (en)) |                                           | Spectateurs : 6 500 Arbitrage : Roy Bracewell | Spectateurs : 6 500 Arbitrage : Roy Bracewell |

| 25 juillet 1971 | États-Unis           | 3 - 0 | Barbade | Hialeah Stadium Miami, États-Unis             |                                               |
| | Gay (en) 10e 40e 68e | (2 - 0) |         | Spectateurs : 420 Arbitrage : Arturo Yamasaki | Spectateurs : 420 Arbitrage : Arturo Yamasaki |
| | Rapport              | |         | Spectateurs : 420 Arbitrage : Arturo Yamasaki | Spectateurs : 420 Arbitrage : Arturo Yamasaki |
| Messing (en) - Ziaja (en) ( Woolfe), Bocwinski (en), Stam (en), Stemke (en), Demling (en) - Zylker (en) ( Hernandez (en)), Trost - Carenza (en), Salcedo (en), Gay (en) | Équipes              | Reid ( 6e Bryan ) - C. Alleyne, Leacock, Griffith (en), Farnum - Clarke , E. Alleyne - V. Goddard, Yearwood, Williams, R. Goddard |         | Spectateurs : 420 Arbitrage : Arturo Yamasaki | Spectateurs : 420 Arbitrage : Arturo Yamasaki |

| 28 juillet 1971 | Salvador                                          | 4 - 2   | Barbade                       | Estadio Nacional Flor Blanca San Salvador, Salvador |                      |
| | Valencia 37e 81e (pen.) · Peñate 53e · Búcaro 86e | (1 - 0) | Clarke 49e (pen.) · Bryan 55e | Spectateurs : 35 000                                | Spectateurs : 35 000 |
| Martínez (en) - Méndez, Ruballo, Ramos, Zaldaña - Valencia, Peñate - Coreas (en), Polio, Búcaro, Sandoval ( Cañadas (en)) | Équipes                                           |         |                               | Spectateurs : 35 000                                | Spectateurs : 35 000 |

| 15 août 1971 | Salvador   | 1 - 1 | États-Unis         | Estadio Nacional Flor Blanca San Salvador, Salvador |                                        |
| | Búcaro 47e | (0 - 1) | Hernandez (en) 32e | Arbitrage : Alfonso González Archundía              | Arbitrage : Alfonso González Archundía |
| Martínez (en) - Méndez ( Castro), Ruballo, Zaldaña, Ramos - Valencia, Peñate - Sandoval, Coreas (en), Búcaro, Polio | Équipes    | Messing (en) - Bahr (en), Bocwinski (en), Stam (en), Stemke (en), Demling (en) - Zylker (en), Trost - Carenza (en), Salcedo (en), Hernandez (en) |                    | Arbitrage : Alfonso González Archundía              | Arbitrage : Alfonso González Archundía |

| 22 août 1971 | Barbade     | 1 - 3 | États-Unis                                      | Barbados National Stadium Bridgetown, Barbade  |                                                |
| | Goddard 25e | (1 - 0) | Carenza (en) 48e · Demling (en) 66e · Trost 70e | Spectateurs : 3 786 Arbitrage : Carmil Amarica | Spectateurs : 3 786 Arbitrage : Carmil Amarica |
| | Rapport     | |                                                 | Spectateurs : 3 786 Arbitrage : Carmil Amarica | Spectateurs : 3 786 Arbitrage : Carmil Amarica |
| Reid - C. Alleyne, Leacock, Griffith (en), Bynoe - Clarke , E. Alleyne - V. Goddard, Yearwood, Bryan, R. Goddard | Équipes     | Messing (en) - Bahr (en), Bocwinski (en), Stam (en), Stemke (en), Demling (en) - Gay (en), Trost - Carenza (en), Salcedo (en), Hernandez (en) |                                                 | Spectateurs : 3 786 Arbitrage : Carmil Amarica | Spectateurs : 3 786 Arbitrage : Carmil Amarica |

##### Barrage
| Équipe 1   | Résultat         | Équipe 2 |
| ---------- | ---------------- | -------- |
| États-Unis | 1 - 1 ap (5 - 4) | Salvador |

##### Détail de la rencontre
| 19 septembre 1971 | États-Unis        | 1 - 1 a. p.                                                                                               | Salvador      | Independence Park Kingston, Jamaïque                  |                                                       |
| | Carenza (en) 94e  | (0 - 0, 0 - 0)                                                                                            | Valencia 112e | Spectateurs : 4 000 Arbitrage : Abel Aguilar Elizalde | Spectateurs : 4 000 Arbitrage : Abel Aguilar Elizalde |
| Bahr (en) · Carenza (en) · Bocwinski (en) · Trost · Stemke (en) | Tirs au but 5 - 4 | Valencia · Zapata · Peñate · Castro · Coreas (en) ·                                                       |               | Spectateurs : 4 000 Arbitrage : Abel Aguilar Elizalde | Spectateurs : 4 000 Arbitrage : Abel Aguilar Elizalde |
| Messing (en) - Bahr (en), Bocwinski (en), Demling (en), Stemke (en), Ziaja (en) ( Salcedo (en)) - Hamm (en), Trost - Carenza (en), Roboostoff (en) ( Zylker (en)), Hernandez (en) | Équipes           | Martínez (en) - Ramos, Castro, Zaldaña, Méndez - Valencia, Peñate - Sandoval, Zapata, Coreas (en), Búcaro |               | Spectateurs : 4 000 Arbitrage : Abel Aguilar Elizalde | Spectateurs : 4 000 Arbitrage : Abel Aguilar Elizalde |

#### Groupe 4
| Rang | Équipe                 | Pts     | J       | G       | N       | P       | Bp      | Bc      | Diff    |  | Résultats (▼ dom., ► ext.) |     |     |
| ---- | ---------------------- | ------- | ------- | ------- | ------- | ------- | ------- | ------- | ------- |  | -------------------------- | --- | --- |
| 1    | Jamaïque               | 3       | 2       | 1       | 1       | 0       | 3       | 2       | +1      |  | Jamaïque                   |     | 2-1 |
| 2    | Antilles néerlandaises | 1       | 2       | 0       | 1       | 1       | 2       | 3       | -1      |  | Antilles néerlandaises     | 1-1 |     |
| -    | Costa Rica             | Forfait | Forfait | Forfait | Forfait | Forfait | Forfait | Forfait | Forfait |  |                            |     |     |

#### Détail des rencontres
| 29 mai 1971 | Jamaïque                     | 2 - 1 | Antilles néerlandaises | Independence Park Kingston, Jamaïque |                                |
| | Blair (en) 2e · Campbell 47e | (1 - 0) | Martijn 70e            | Arbitrage : Norville O'Donnell       | Arbitrage : Norville O'Donnell |
| Constantine - C. Stewart, Bernard, Jeffrey, Brooks - Largie, Barrett - Hardie, Blair (en), Campbell, Mason ( 69e Bell) | Équipes                      | Arion - Bonifacio, Melfor, la Rosa ( 20e Maria), Pablo - Martina, Braafhart - Martis, Toppenberg, Loefstok, Martijn |                        | Arbitrage : Norville O'Donnell       | Arbitrage : Norville O'Donnell |

| 24 juillet 1971    | Antilles néerlandaises                                                                                         | 1 - 1   | Jamaïque | Rifstadion Willemstad, Antilles néerlandaises |                                |
| 20:00 heure locale | Toppenberg 25e                                                                                                 | (1 - 0) | Campbell 68e                                                                                                 | Arbitrage : Norville O'Donnell                | Arbitrage : Norville O'Donnell |
| 20:00 heure locale | Arion ( Bernabela ) - Jansen, Victoria, Melfor, Martina - Djaoen, Brazil - Martis ( Martijn), Toppenberg, ?, ? | Équipes | Constantine - C. Stewart, D. Bernard, Brooks, Lattimore ( Mason) - ?, ? - Campbell, Bell, C. Bernard, Branch | Arbitrage : Norville O'Donnell                | Arbitrage : Norville O'Donnell |

### Tournoi final
La phase finale désignant les deux nations participantes au tournoi olympique a eu lieu en matches aller et retour du 16 janvier au 28 mai 1972. Le Mexique et les États-Unis se sont qualifiés.
| Rang | Équipe     | Pts | J | G | N | P | Bp | Bc | Diff |  | Résultats (▼ dom., ► ext.) |     |     |     |     |
| ---- | ---------- | --- | - | - | - | - | -- | -- | ---- |  | -------------------------- | --- | --- | --- | --- |
| 1    | Mexique    | 8   | 6 | 3 | 2 | 1 | 11 | 5  | +6   |  | Mexique                    |     | 1-1 | 1-0 | 4-0 |
| 2    | États-Unis | 7   | 6 | 2 | 3 | 1 | 10 | 9  | +1   |  | États-Unis                 | 2-2 |     | 2-1 | 2-1 |
| 3    | Guatemala  | 5   | 6 | 2 | 1 | 3 | 6  | 8  | -2   |  | Guatemala                  | 1-3 | 3-2 |     | 1-0 |
| 4    | Jamaïque   | 4   | 6 | 1 | 2 | 3 | 3  | 8  | -5   |  | Jamaïque                   | 1-0 | 1-1 | 0-0 |     |

#### Détail des rencontres
| 16 janvier 1972 | Jamaïque    | 1 - 1 | États-Unis          | Independence Park Kingston, Jamaïque                  |                                                       |
|                 | Barrett 50e | (0 - 0) | Roboostoff (en) 52e | Spectateurs : 4 372 Arbitrage : Eugene Aloysius Rudge | Spectateurs : 4 372 Arbitrage : Eugene Aloysius Rudge |
|                 | Rapport     | |                     | Spectateurs : 4 372 Arbitrage : Eugene Aloysius Rudge | Spectateurs : 4 372 Arbitrage : Eugene Aloysius Rudge |
|                 | Équipes     | Messing (en) - Bahr (en), Bocwinski (en), Demling (en), Stemke (en), Stam (en) - Trost, Seerey (en) - Carenza (en), Roboostoff (en), Hernandez (en) |                     | Spectateurs : 4 372 Arbitrage : Eugene Aloysius Rudge | Spectateurs : 4 372 Arbitrage : Eugene Aloysius Rudge |

| 23 janvier 1972 | Mexique            | 1 - 1 | États-Unis       | Estadio Jalisco Guadalajara, Mexique        |                                             |
| | Cuéllar 31e (pen.) | (1 - 1) | Carenza (en) 24e | Spectateurs : 6 893 Arbitrage : John Davies | Spectateurs : 6 893 Arbitrage : John Davies |
| | Rapport            | |                  | Spectateurs : 6 893 Arbitrage : John Davies | Spectateurs : 6 893 Arbitrage : John Davies |
| Ruiz (en) - Pérez, Trejo (en), Álvarez (en), Martín (en) - Talavera (en), Borja (en) ( Hernández (en)) - Rico (en), Basurto, Manzo (en), Cuéllar ( López) | Équipes            | Messing (en) - Bahr (en), Bocwinski (en), Demling (en), Stemke (en), Stam (en) - Trost, Seerey (en) - Carenza (en), Roboostoff (en), Hernandez (en) |                  | Spectateurs : 6 893 Arbitrage : John Davies | Spectateurs : 6 893 Arbitrage : John Davies |

| 9 avril 1972 | Guatemala   | 1 - 0 | Jamaïque | Estadio Mateo Flores Guatemala, Guatemala      |                                                |
| | Morales 35e | (1 - 0) |          | Spectateurs : 25 000 Arbitrage : Efrén Aguilar | Spectateurs : 25 000 Arbitrage : Efrén Aguilar |
| Estrada - Gómez (en), Morán, Álvarez, Lavarreda - de León , Rozzotto ( Monterroso), Morales, Mijangos (en) - Pérez, Norales | Équipes     | Constantine - McLennon, C. Stewart, Brooks, Bernard - Tulloch, Barrett - Prendes ( Mason), O. Stewart ( Smith), Harris, Campbell |          | Spectateurs : 25 000 Arbitrage : Efrén Aguilar | Spectateurs : 25 000 Arbitrage : Efrén Aguilar |

| 13 avril 1972 | Mexique                                                      | 4 - 0 | Jamaïque | Estadio Azteca Mexico, Mexique |                           |
| | Cuéllar 27e · Manzo (en) 40e · Rico (en) 51e · Razo (en) 56e | (2 - 0) |          | Arbitrage : Efrén Aguilar      | Arbitrage : Efrén Aguilar |
| Ruiz (en) - Rico (en), Trejo (en), Álvarez (en), Martín (en) - Blanco (en), Hernández (en) - Reyes (en), Razo (en), Manzo (en), Cuéllar | Équipes                                                      | Constantine - McLennon, Brooks, C. Stewart, Bernard - Barrett, Mason - Campbell, Tulloch, Smith, O. Stewart |          | Arbitrage : Efrén Aguilar      | Arbitrage : Efrén Aguilar |

| 16 avril 1972 | Guatemala                                  | 3 - 2 | États-Unis                       | Estadio Mateo Flores Guatemala, Guatemala           |                                                     |
| | Mijangos (en) 24e 52e · Álvarez 59e (pen.) | (1 - 1) | Hamm (en) 37e · Carenza (en) 80e | Spectateurs : 26 941 Arbitrage : Wim Leonard Jacott | Spectateurs : 26 941 Arbitrage : Wim Leonard Jacott |
| | Rapport                                    | |                                  | Spectateurs : 26 941 Arbitrage : Wim Leonard Jacott | Spectateurs : 26 941 Arbitrage : Wim Leonard Jacott |
| Estrada - Gómez (en), Morán, Álvarez, Lavarreda - de León, Rozzotto, Morales, Mijangos (en) - Pérez, Norales ( Méndez) | Équipes                                    | Messing (en) - Bahr (en), Bocwinski (en), Demling (en), Stemke (en), Stam (en) - Trost ( Hamm (en)), Seerey (en) - Carenza (en), Roboostoff (en), Hernandez (en) |                                  | Spectateurs : 26 941 Arbitrage : Wim Leonard Jacott | Spectateurs : 26 941 Arbitrage : Wim Leonard Jacott |

| 25 avril 1972 | États-Unis          | 2 - 1   | Guatemala   | Hialeah Stadium Miami, États-Unis                   |                                                     |
| | Seerey (en) 27e 64e | (1 - 0) | Morales 67e | Spectateurs : 3 672 Arbitrage : Miguel Lepiz Zuñiga | Spectateurs : 3 672 Arbitrage : Miguel Lepiz Zuñiga |
| | Rapport             |         |             | Spectateurs : 3 672 Arbitrage : Miguel Lepiz Zuñiga | Spectateurs : 3 672 Arbitrage : Miguel Lepiz Zuñiga |
| Ivanow (en) - Bahr (en), Bocwinski (en), Stemke (en), Stam (en), Demling (en) - Hamm (en), Seerey (en) - Carenza (en), Flater (en), Gay (en) | Équipes             |         |             | Spectateurs : 3 672 Arbitrage : Miguel Lepiz Zuñiga | Spectateurs : 3 672 Arbitrage : Miguel Lepiz Zuñiga |

| 30 avril 1972 | Jamaïque | 0 - 0   | Guatemala | Independence Park Kingston, Jamaïque                   |                                                        |
| |          | (0 - 0) |           | Spectateurs : 8 000 Arbitrage : Carlyle Crockwell (en) | Spectateurs : 8 000 Arbitrage : Carlyle Crockwell (en) |
| Constantine ( Black ) - C. Stewart, Bernard, McLennon, Brooks - Barrett, Tulloch - Prendes, Campbell, Mason, O. Stewart | Équipes  |         |           | Spectateurs : 8 000 Arbitrage : Carlyle Crockwell (en) | Spectateurs : 8 000 Arbitrage : Carlyle Crockwell (en) |

| 7 mai 1972 | Jamaïque  | 1 - 0   | Mexique | Independence Park Kingston, Jamaïque |                          |
|            | Mason 48e | (0 - 0) |         | Arbitrage : Felix Fingal             | Arbitrage : Felix Fingal |

| 10 mai 1972 | États-Unis          | 2 - 2   | Mexique                     | Kezar Stadium San Francisco, États-Unis               |                                                       |
| | Seerey (en) 41e 54e | (1 - 1) | Cuéllar 18e · Peña (en) 64e | Spectateurs : 12 687 Arbitrage : Eladio Sibaja Molina | Spectateurs : 12 687 Arbitrage : Eladio Sibaja Molina |
| Messing (en) - Bahr (en), Bocwinski (en), Demling (en), Stemke (en), Stam (en) - Hamm (en), Gay (en) - Carenza (en), Seerey (en), Hernandez (en) | Équipes             |         |                             | Spectateurs : 12 687 Arbitrage : Eladio Sibaja Molina | Spectateurs : 12 687 Arbitrage : Eladio Sibaja Molina |

| 14 mai 1972 | États-Unis                            | 2 - 1                                                                                         | Jamaïque  | Civic Center Busch Memorial Stadium Saint-Louis, États-Unis |                                                  |
| | Hernandez (en) 22e · Carenza (en) 35e | (2 - 0)                                                                                       | Mason 52e | Spectateurs : 4 598 Arbitrage : Werner Winsemann            | Spectateurs : 4 598 Arbitrage : Werner Winsemann |
| Ivanow (en) - Bahr (en), Bocwinski (en), Stemke (en), Stam (en), Demling (en) - Hamm (en), Seerey (en) - Carenza (en), Roboostoff (en), Hernandez (en) | Équipes                               | Black - Brown, C. Stewart, Smith, ? - Barrett, Tulloch - Prendes, O. Stewart, Mason, Campbell |           | Spectateurs : 4 598 Arbitrage : Werner Winsemann            | Spectateurs : 4 598 Arbitrage : Werner Winsemann |

| 21 mai 1972 | Guatemala | 1 - 2 | Mexique                        | Estadio Mateo Flores Guatemala, Guatemala             |                                                       |
| | Morán 70e | (0 - 1) | Peña (en) 23e · Reyes (en) 57e | Spectateurs : 50 000 Arbitrage : Carlos León Cedillos | Spectateurs : 50 000 Arbitrage : Carlos León Cedillos |
| Estrada - Gómez (en), Morán, Álvarez, Lavarreda - de León, Rozzotto ( De la Rosa), Méndez, Morales - Pérez, Norales | Équipes   | Ruiz (en) - Rico (en), Trejo (en), Álvarez (en), Martín (en) - J. Hernández, Blanco (en) - Reyes (en), Manzo (en), Peña (en), Cuéllar |                                | Spectateurs : 50 000 Arbitrage : Carlos León Cedillos | Spectateurs : 50 000 Arbitrage : Carlos León Cedillos |

| 28 mai 1972 , | Mexique                                              | 3 - 1 | Guatemala        | Estadio Toluca 70 Toluca, Mexique               |                                                 |
| | Martín (en) 7e · Cuéllar 20e (pen.) · Manzo (en) 38e | (3 - 0) | Winston Hall 46e | Spectateurs : 50 000 Arbitrage : Luis Villarejo | Spectateurs : 50 000 Arbitrage : Luis Villarejo |
| Ruiz (en) - Rico (en), Trejo (en), Álvarez (en), Martín (en) - A. Hernández (en), Blanco (en) - Reyes (en) ( J. Hernández), Manzo (en), Peña ( Talavera (en)), Cuéllar | Équipes                                              | Estrada - Gómez (en), Ochoa, Morán, Lavarreda - de León ( Norales), Rozzotto, Morales, Hall - Pérez ( Palacios), De la Rosa |                  | Spectateurs : 50 000 Arbitrage : Luis Villarejo | Spectateurs : 50 000 Arbitrage : Luis Villarejo |